# Milan Ohnisko
Milan Ohnisko (născut pe 16 iulie 1965 la Brno, Cehoslovacia, acum în Republica Cehă) este un poet ceh.

## Opere in limba cehă
- Obejmi démona! (2001)
- Vepřo knedlo zlo aneb Uršulinovi dnové (2003)
- Milancolia (2005)
- Býkárna (+ Ivan Wernisch un Michal Šanda) (2006)
- Love! (2007)

1. 1 2 3  REGO, accesat în 1 aprilie 2024
2. 1 2 3  Seznam vydaných osvědčení účastníků odboje a odporu proti komunismu (în cehă), Ministerstvo obrany České republiky[*], accesat în 29 iunie 2021
3. ↑  Milan Ohnisko, The Fine Art Archive
4. 1 2 3  ]][[Categorie:Articole cu legături către elemente fără etichetă în limba română
5. 1 2  Czech National Authority Database, accesat în 23 noiembrie 2019
6. ↑  The Fine Art Archive, accesat în 1 aprilie 2021
7. ↑  Czech National Authority Database, accesat în 1 martie 2022